# Tiểu Nga (1796–1802)
Tỉnh Tiểu Nga (tiếng Nga: Малороссiйская Губернiя) hay Chính phủ Malorossiya là một đơn vị hành chính-lãnh thổ (guberniya) của Đế quốc Nga, bao gồm hầu hết phần đông bắc Ukraina hiện nay (một trong những định nghĩa lịch sử về Tiểu Nga), và các vùng lân cận ở Nga.
Tỉnh được thành lập vào năm 1796 trong cải cách hành chính của Pavel I, bãi bỏ hệ thống Namestnichestvo (phó vương quốc), hệ thống này thay thế chính quyền cấp trung đoàn của Quốc gia Hetman Ukraina vào năm 1781. Điều này đặt Phó vương quốc Kiev (ngoại trừ thành phố Kiev), Phó vương quốc Novgorod-Seversky và Phó vương quốc Chernigov thuộc về đơn vị mới. Trung tâm hành chính là thành phố Chernigov (hiện nay là Chernihiv).
Tuy nhiên, diện tích rộng lớn mà đơn vị mới bao phủ quá lớn để có thể quản lý hiệu quả, và vào tháng 2 năm 1802, tỉnh này được chia thành tỉnh Chernigov và tỉnh Poltava.